# Олин, Бертиль
Бертиль Готтхард Олин (Улин; швед. Bertil Gotthard Ohlin; 23 апреля 1899, Клиппан — 3 августа 1979, Володален) — шведский экономист. Профессор экономики в Стокгольмской школе экономики с 1929 по 1965 год. Лидер Народной партии — социал-либеральной прорыночной силы, которая в то время была крупнейшей партией, противостоящей правящей социал-демократической партии с 1944 до 1967 года. С 1944 по 1945 год был министром торговли в шведском коалиционном правительстве во время Второй мировой войны. С 1959 по 1964 год был президентом Северного Совета.
Лауреат премии по экономике памяти Альфреда Нобеля 1977 года вместе с британским экономистом Джеймсом Мидом «за первопроходческий вклад в теорию международной торговли и международного движения капитала». В экономической теории представитель стокгольмской школы. Один из авторов теории Хекшера — Олина и модели Хекшера — Олина, которая является одной из стандартных математических моделей международной свободной торговли.

## Биография
Олин родился в г. Клиппан, Швеция, в 1899 году в семье юриста и старшего офицера полиции.
Получил степень бакалавра по математике и статистике в университете Лунда в 1917 году, степень магистра по экономике в Стокгольмской школе экономики в 1919 году, а также степень магистра экономики в Гарвардском университете в 1923 году. Докторскую степень получил в Стокгольмском университете в 1924 году.
В 1920 году был на службе помощником секретаря в Шведский экономического совета.
В 1921 году проходил военную службу в военно-морском флоте Швеции.
В 1924—1929 годах преподавал в Копенгагенском университете в должности профессора.
В 1929—1965 годах профессор Стокгольмской школы экономики.
В 1931 году женился на Эви Крузе, у них были сын и две дочери. Его дочь Анна, также член Либеральной партии, в 1991—1994 годах была первой женщиной — министром финансов Швеции.
В 1937 году Олин провёл полгода в Калифорнийском университете в Беркли в качестве приглашённого профессора.
Был членом шведского парламента (1938—1970), министром торговли в 1944—1945 годах, лидером Либеральной народной партии в 1944—1967 годах, представителем Швеции в Европейском совете.
Бертиль умер во время отпуска, который проводил на севере Швеции.

## Основной вклад в науку
Как представитель Стокгольмской школы экономистов Олин развивал теоретические трактовки макроэкономической политики в соответствии с принципами, заложенными Кнутом Викселлем. Его работа о важности совокупного спроса предвосхитила работу Кейнса.

### Модель Хекшера — Олина
Развивая теорию международной торговли своего учителя Эли Хекшера, опубликовал в 1933 году работу «Межрегиональная и международная торговля», в которой ввёл определение теории Хекшера — Олина и сформулировал в целом модель Хекшера — Олина.
Согласно ей, в условиях свободной торговли достигается равновесие цен факторов производства в различных странах, и, следовательно, общее экономическое равновесие.

## Библиография

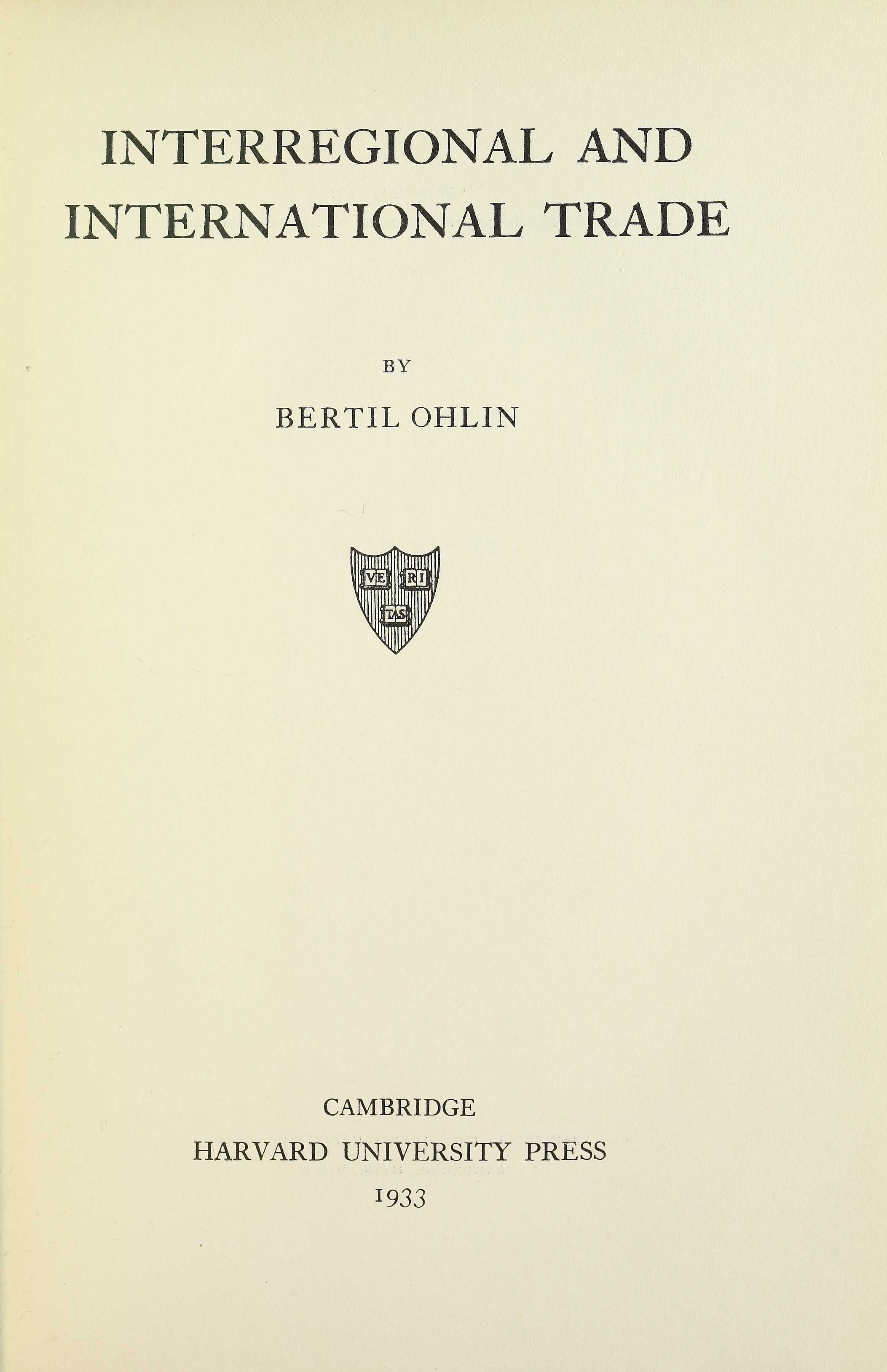
«Межрегиональная и международная торговля», 1933